# Хэппи-Вэлли (ипподром)
«Хэппи-Вэлли» (англ. Happy Valley Racehouse, кит. трад. 快活谷馬場, упр. 快活谷马场, пиньинь Kuàihuogǔ mǎchǎng) — самый старый и наиболее известный ипподром Гонконга, вмещающий до 55 тысяч зрителей (второй ипподром города, «Ша-Тин», может вместить до 85 тысяч человек). Первый трек был открыт в 1845 году, через четыре года после основания города. Расположен в одноимённом районе Гонконга. Владелец сооружения и оператор скачек — одна из крупнейших компаний города Hong Kong Jockey Club.

## История

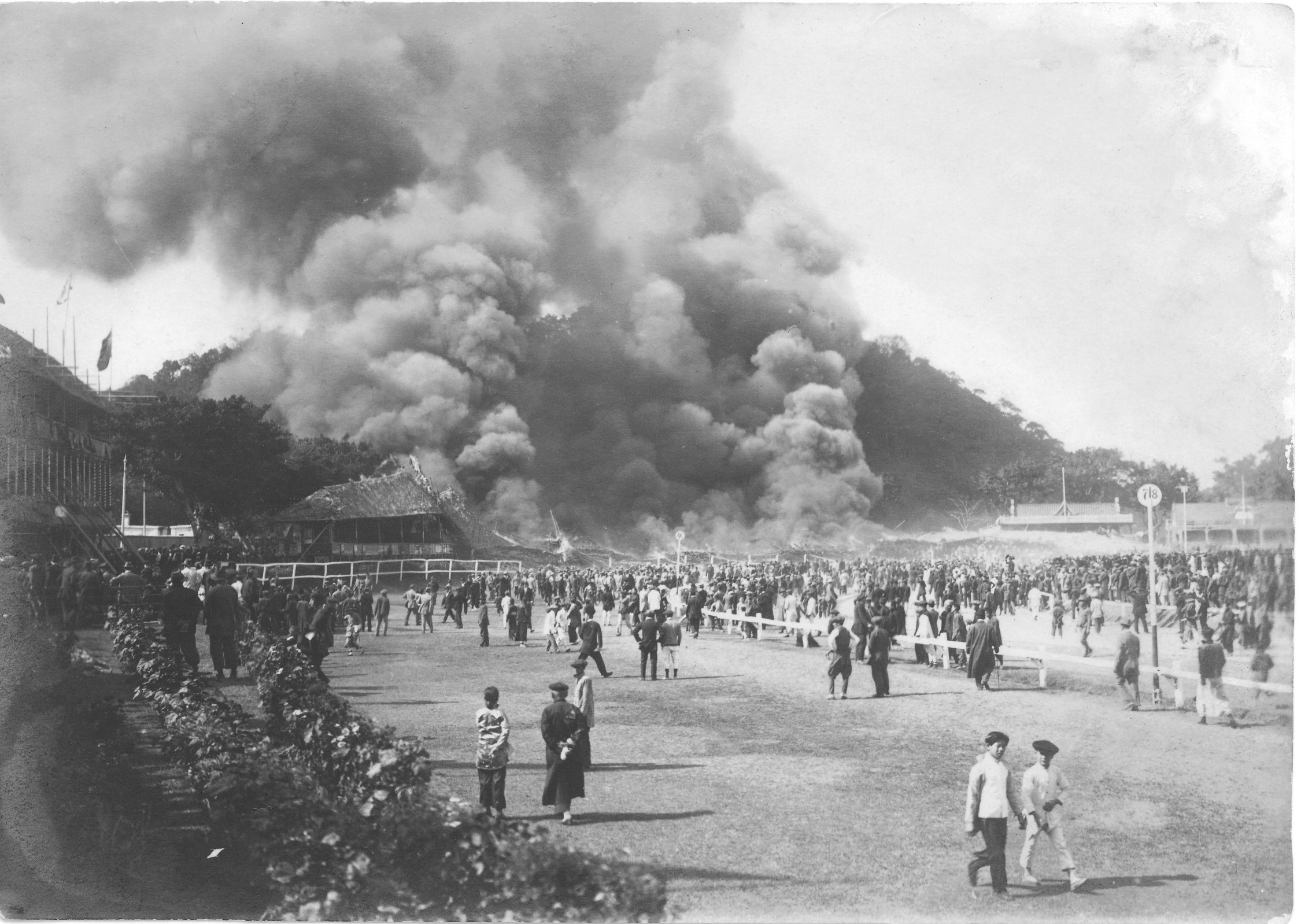
Пожар на ипподроме, 1918 год.

После того, как по Нанкинскому договору 1842 года территория отошла Британской империи, сюда начали переселяться британские подданные. Они обнаружили, что единственное на острове место с достаточно плоской поверхностью для постройки трека было именно здесь, однако оно было сильно заболочено. Болото осушили, а на его месте стали проводить скачки, которые чаще всего приурочивали к Китайскому Новому году. В 1874 году был организован Гонконгский жокей-клуб, и все турниры по скачкам начали проходить под его контролем. 26 февраля 1918 года во второй день проведения на ипподроме ежегодных скачек произошёл пожар, унёсший жизни более чем шестисот человек. Он был вызван обрушением главной трибуны, что повлекло за собой возгорание в одном из близкорасположенных киосков, где готовилась пища. Огонь быстро охватил лёгкие бамбуковые трибуны и павильоны, расположенные вокруг трека. На тушение пожара ушло около трёх часов, а точное количество жертв неизвестно. Спустя четыре года на холме неподалёку от места, где ныне располагается стадион «Гонконг», был построен мемориал, посвящённый памяти погибших в пожаре. В 2015 года монумент получил статус объекта исторического наследия и теперь находится под надзором Управления защиты исторических памятников Гонконга.
Две постоянные трёхуровненые трибуны появились на «Хэппи-Вэлли» только в 1931 году. В 1957 году они были увеличены ещё на 4 уровня, а в 1969 вновь расширены. С 1993 по 1996 годы на ипподроме прошла крупная реконструкция, которую поручили фирме Dragages Hong Kong. В ходе работ был увеличен трек, обновлены и вновь расширены здания, а также изменён ландшафт и расположение близлежащих дорог. Строительство шло в несколько этапов, поскольку окружавшие стадион участки земли принадлежали различным собственникам, а также из-за необходимости подстраивать график под проводившиеся здесь скачки.

## Условия
В нынешнем виде «Хэппи-Вэлли» представляет собой трек длинной 1450 метров, ширина на разных участках составляет от 19,5 до 30,5 метров. Зрители располагаются в восьмиэтажном здании с трибунами, находящемся в непосредственной близости от финишной черты. Внутри находятся кассы тотализатора и различные точки питания. Кроме того, внутри трека построено несколько полей, находящихся в ведомстве Министерства досуга и культуры Гонконга, на которых проходят тренировки и матчи по различным командным видам спорта. В год на двух гонконгских ипподромах проходит около семисот скачек, которые проводятся в основном по средам, но иногда выносятся на праздничные и выходные дни.
В 1996 году в здании ипподрома открылся Гонконгский музей скачек, посвящённый деятельности Гонконгского жокей-клуба на протяжении всей его истории. В музее проходит постоянная выставка «Moments in History — The Hong Kong Jockey Club Exhibition», разделённая на две тематических галереи: «The Origin of Our Horses» и «Understanding Horses». Экспозиция в третьей галерее периодически меняется, показывая отдельные памятные эпизоды истории клуба.

Ипподром «Хэппи-Вэлли» в разные периоды своей истории
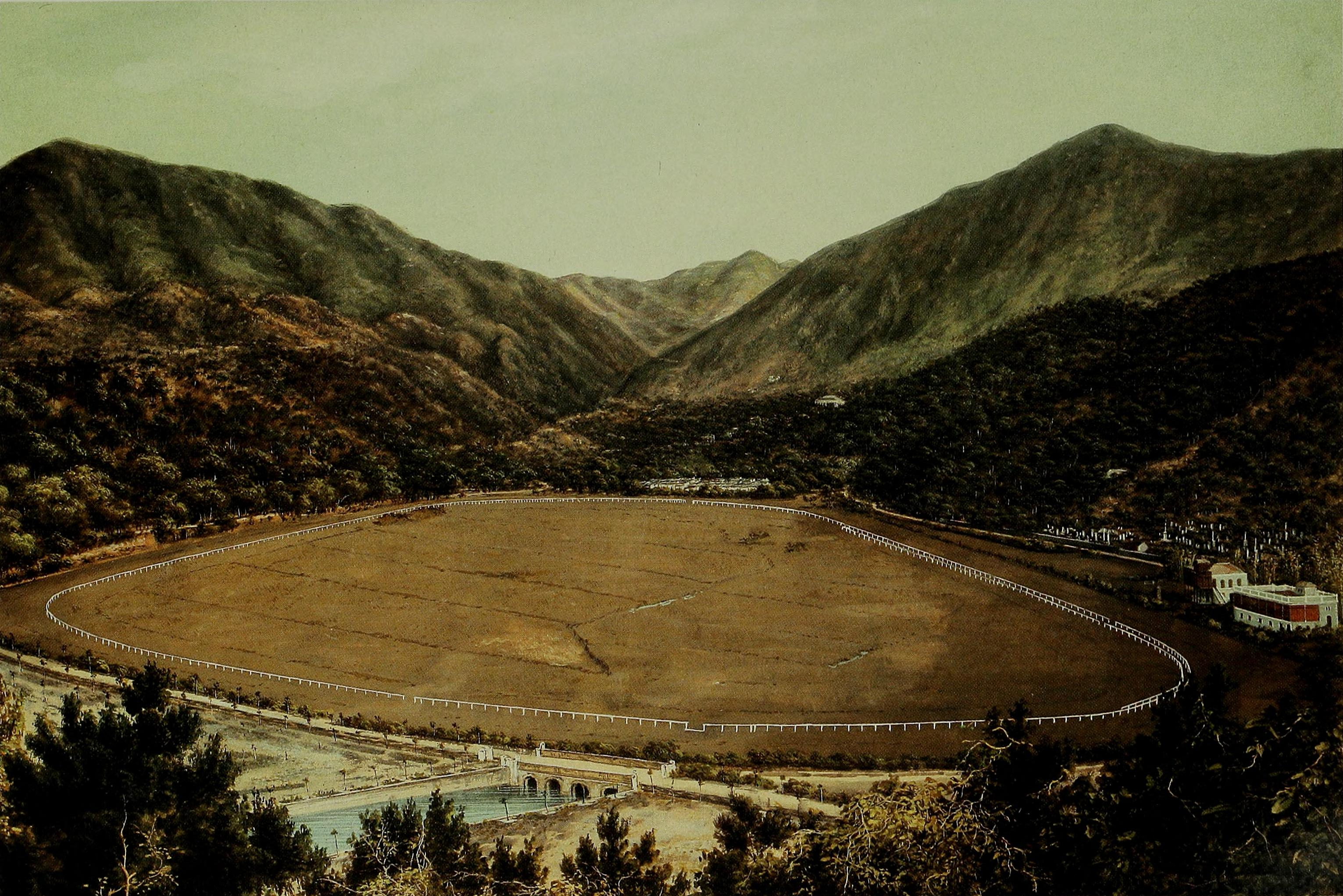
Трек в 1840-е годы.
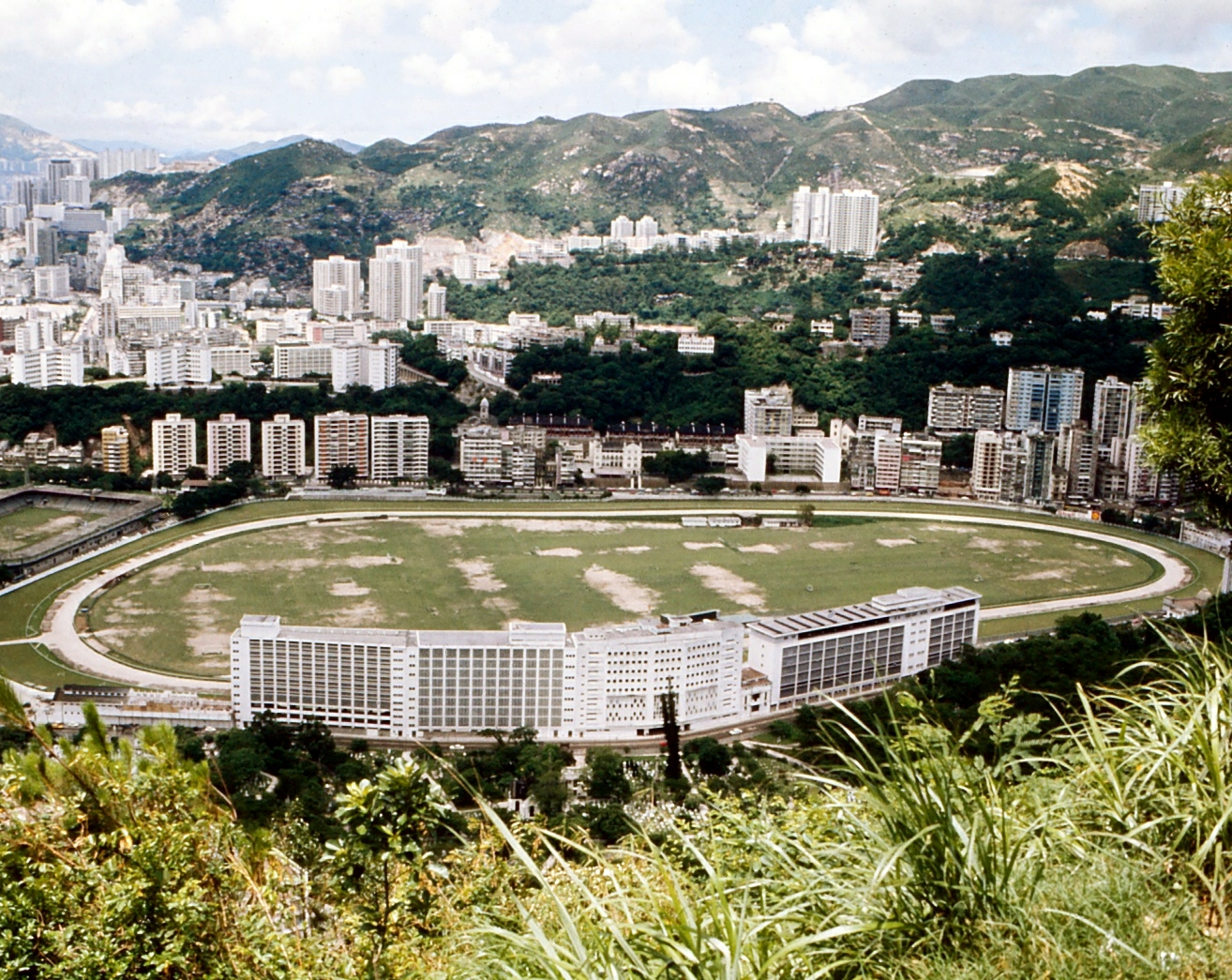
70-е годы XX века.
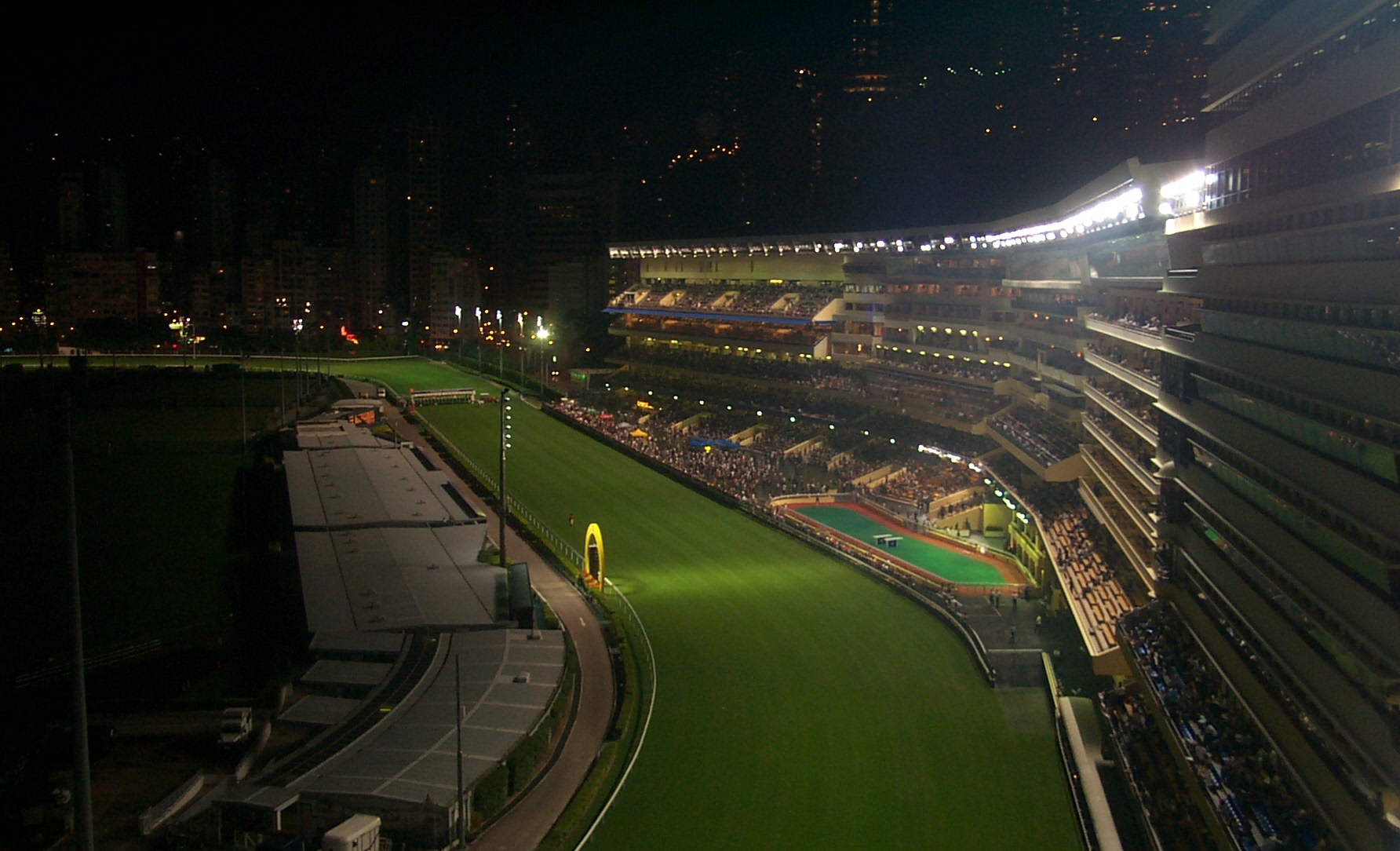
Ипподром ночью, 2003 год.